# Gerhard Ertl
Gerhard Ertl (Estugarda, 10 de outubro de 1936) é um físico alemão.
Foi galardoado com o Nobel de Química de 2007 devido aos seus estudos sobre processos químicos em superfícies sólidas.
É professor emérito no Departamento de Química Física, no Instituto Fritz-Haber da Max-Planck-Gesellschaft em Berlim.
De 1955 a 1957 estudou na Universidade de Estugarda, entre 1957 a 1958 na Universidade de Paris e entre 1958 a 1959 estudou na Universidade de Munique. Completou o Diploma em Física (equivalente ao grau de mestre) na Universidade Técnica de Estugarda em 1961. Em 1965 obteve um doutorado na Universidade Técnica de Munique.

## Carreira académica
Depois de completar o doutoramento, tornou-se assistente e professor na Universidade Técnica de Munique (1965-1968). De 1968 a 1973, foi Professor e Director na Universidade Técnica de Hannover.
Foi professor no Instituto de Física e Química, Universidade de Munique de 1973 a 1986. Durante os anos setenta, foi também professor convidado do Instituto de Tecnologias da Califórnia, da Universidade de Wisconsin-Milwaukee e da Universidade da Califórnia em Berkeley.
Em 1986 Gerhard Ertl foi professor na Universidade Livre de Berlim e na Universidade Técnica de Berlim. Foi diretor do Instituto Fritz Haber da Sociedade Max Planck de 1986 até sua retirada em 2004. Foi professor na Universidade Humboldt de Berlim em 1996.

## Pesquisas
Gerhard Ertl é conhecido por saber ao detalhe o mecanismo molecular da síntese catalítica do gás amoníaco em contacto com o ferro (processo Haber-Bosch) e a oxidação catalítica do monóxido de carbono em contacto com o paládio (transformação catalítica).
Durante as suas pesquisas descobriu um fenômeno muito importante nas reacções oscilatórias, tendo usado um microscópio de fotoelétron o primeiro a captar imagens das mudanças oscilantes que aconteciam durante uma reacção.
Usou sempre técnicas de observação muito inovadoras como a LEED (low energy electron diffraction, difração de elétron de baixa energia, em inglês) no começo da sua carreira, o espectroscópio ultravioleta de fotoelétron (ultraviolet photoelectron spectroscopy) e o microscópio de corrente de tunelamento (scanning tunneling microscope).
Ganhou o Prêmio Wolf de Química de 1998 com Gabor UM. Somorjai da Universidade da Califórnia, Berkeley.
Gerhard Ertl fundou uma escola de metodologia experimental mostrando como obter-se resultados seguros na difícil área de pesquisa da ciência de superfícies. Suas descobertas forneceram as bases científicas da moderna química de superfícies: sua metodologia é utilizada tanto na pesquisa acadêmica quanto no desenvolvimento industrial de processos químicos.
Gerhard Ertl foi agraciado com o Nobel de Química de 2007. O prémio tinha o valor de 10 milhões de SEK, sendo anunciado no 71º aniversário de Ertl.
O Santo Padre nomeou como membro ordinário da Pontifícia Academia das Ciência o professor Gerhard Ertl, docente de Físico-química no Fritz-Haber-Institut der Max-Planck-Gesellschaft, em Berlim (República Federal da Alemanha). O professor nasceu em Stuttgart, em 1936, e estudou física na Universidade de Stuttgart, Paris e Mônaco da Baviera, obtendo da Universidade Tecnológica de Mônaco da Baviera, em 1965, o título de Doutor rer. nat. em Físico-química.

## Publicações
- Ertl is one of the editors of the Handbook of Heterogeneous Catalysis. (ISBN 978-3-527-31241-2)
- Ertl is the co-editor of Engineering Of Chemical Complexity. 2013, World Scientific Publishing. (ISBN 978-981-4390-45-3)